# 1804
Portal Geschichte | Portal Biografien | Aktuelle Ereignisse | Jahreskalender | Tagesartikel

◄ |
18. Jahrhundert |
19. Jahrhundert
| 20. Jahrhundert | ►

◄ |
1770er |
1780er |
1790er |
1800er
| 1810er | 1820er | 1830er | ►

◄◄ |
◄ |
1800 |
1801 |
1802 |
1803 |
1804
| 1805 | 1806 | 1807 | 1808 | ► | ►►
Staatsoberhäupter  · Nekrolog   · Musikjahr
| Januar | Januar | Januar | Januar | Januar | Januar | Januar | Januar |
| Kw     | Mo     | Di     | Mi     | Do     | Fr     | Sa     | So     |
| ------ | ------ | ------ | ------ | ------ | ------ | ------ | ------ |
| 52     |        |        |        |        |        |        | 1      |
| 1      | 2      | 3      | 4      | 5      | 6      | 7      | 8      |
| 2      | 9      | 10     | 11     | 12     | 13     | 14     | 15     |
| 3      | 16     | 17     | 18     | 19     | 20     | 21     | 22     |
| 4      | 23     | 24     | 25     | 26     | 27     | 28     | 29     |
| 5      | 30     | 31     |        |        |        |        |        |

| Februar | Februar | Februar | Februar | Februar | Februar | Februar | Februar |
| Kw      | Mo      | Di      | Mi      | Do      | Fr      | Sa      | So      |
| ------- | ------- | ------- | ------- | ------- | ------- | ------- | ------- |
| 5       |         |         | 1       | 2       | 3       | 4       | 5       |
| 6       | 6       | 7       | 8       | 9       | 10      | 11      | 12      |
| 7       | 13      | 14      | 15      | 16      | 17      | 18      | 19      |
| 8       | 20      | 21      | 22      | 23      | 24      | 25      | 26      |
| 9       | 27      | 28      | 29      |         |         |         |         |

| März | März | März | März | März | März | März | März |
| Kw   | Mo   | Di   | Mi   | Do   | Fr   | Sa   | So   |
| ---- | ---- | ---- | ---- | ---- | ---- | ---- | ---- |
| 9    |      |      |      | 1    | 2    | 3    | 4    |
| 10   | 5    | 6    | 7    | 8    | 9    | 10   | 11   |
| 11   | 12   | 13   | 14   | 15   | 16   | 17   | 18   |
| 12   | 19   | 20   | 21   | 22   | 23   | 24   | 25   |
| 13   | 26   | 27   | 28   | 29   | 30   | 31   |      |

| April | April | April | April | April | April | April | April |
| Kw    | Mo    | Di    | Mi    | Do    | Fr    | Sa    | So    |
| ----- | ----- | ----- | ----- | ----- | ----- | ----- | ----- |
| 13    |       |       |       |       |       |       | 1     |
| 14    | 2     | 3     | 4     | 5     | 6     | 7     | 8     |
| 15    | 9     | 10    | 11    | 12    | 13    | 14    | 15    |
| 16    | 16    | 17    | 18    | 19    | 20    | 21    | 22    |
| 17    | 23    | 24    | 25    | 26    | 27    | 28    | 29    |
| 18    | 30    |       |       |       |       |       |       |

| Mai | Mai | Mai | Mai | Mai | Mai | Mai | Mai |
| Kw  | Mo  | Di  | Mi  | Do  | Fr  | Sa  | So  |
| --- | --- | --- | --- | --- | --- | --- | --- |
| 18  |     | 1   | 2   | 3   | 4   | 5   | 6   |
| 19  | 7   | 8   | 9   | 10  | 11  | 12  | 13  |
| 20  | 14  | 15  | 16  | 17  | 18  | 19  | 20  |
| 21  | 21  | 22  | 23  | 24  | 25  | 26  | 27  |
| 22  | 28  | 29  | 30  | 31  |     |     |     |

| Juni | Juni | Juni | Juni | Juni | Juni | Juni | Juni |
| Kw   | Mo   | Di   | Mi   | Do   | Fr   | Sa   | So   |
| ---- | ---- | ---- | ---- | ---- | ---- | ---- | ---- |
| 22   |      |      |      |      | 1    | 2    | 3    |
| 23   | 4    | 5    | 6    | 7    | 8    | 9    | 10   |
| 24   | 11   | 12   | 13   | 14   | 15   | 16   | 17   |
| 25   | 18   | 19   | 20   | 21   | 22   | 23   | 24   |
| 26   | 25   | 26   | 27   | 28   | 29   | 30   |      |

| Juli | Juli | Juli | Juli | Juli | Juli | Juli | Juli |
| Kw   | Mo   | Di   | Mi   | Do   | Fr   | Sa   | So   |
| ---- | ---- | ---- | ---- | ---- | ---- | ---- | ---- |
| 26   |      |      |      |      |      |      | 1    |
| 27   | 2    | 3    | 4    | 5    | 6    | 7    | 8    |
| 28   | 9    | 10   | 11   | 12   | 13   | 14   | 15   |
| 29   | 16   | 17   | 18   | 19   | 20   | 21   | 22   |
| 30   | 23   | 24   | 25   | 26   | 27   | 28   | 29   |
| 31   | 30   | 31   |      |      |      |      |      |

| August | August | August | August | August | August | August | August |
| Kw     | Mo     | Di     | Mi     | Do     | Fr     | Sa     | So     |
| ------ | ------ | ------ | ------ | ------ | ------ | ------ | ------ |
| 31     |        |        | 1      | 2      | 3      | 4      | 5      |
| 32     | 6      | 7      | 8      | 9      | 10     | 11     | 12     |
| 33     | 13     | 14     | 15     | 16     | 17     | 18     | 19     |
| 34     | 20     | 21     | 22     | 23     | 24     | 25     | 26     |
| 35     | 27     | 28     | 29     | 30     | 31     |        |        |

| September | September | September | September | September | September | September | September |
| Kw        | Mo        | Di        | Mi        | Do        | Fr        | Sa        | So        |
| --------- | --------- | --------- | --------- | --------- | --------- | --------- | --------- |
| 35        |           |           |           |           |           | 1         | 2         |
| 36        | 3         | 4         | 5         | 6         | 7         | 8         | 9         |
| 37        | 10        | 11        | 12        | 13        | 14        | 15        | 16        |
| 38        | 17        | 18        | 19        | 20        | 21        | 22        | 23        |
| 39        | 24        | 25        | 26        | 27        | 28        | 29        | 30        |

| Oktober | Oktober | Oktober | Oktober | Oktober | Oktober | Oktober | Oktober |
| Kw      | Mo      | Di      | Mi      | Do      | Fr      | Sa      | So      |
| ------- | ------- | ------- | ------- | ------- | ------- | ------- | ------- |
| 40      | 1       | 2       | 3       | 4       | 5       | 6       | 7       |
| 41      | 8       | 9       | 10      | 11      | 12      | 13      | 14      |
| 42      | 15      | 16      | 17      | 18      | 19      | 20      | 21      |
| 43      | 22      | 23      | 24      | 25      | 26      | 27      | 28      |
| 44      | 29      | 30      | 31      |         |         |         |         |

| November | November | November | November | November | November | November | November |
| Kw       | Mo       | Di       | Mi       | Do       | Fr       | Sa       | So       |
| -------- | -------- | -------- | -------- | -------- | -------- | -------- | -------- |
| 44       |          |          |          | 1        | 2        | 3        | 4        |
| 45       | 5        | 6        | 7        | 8        | 9        | 10       | 11       |
| 46       | 12       | 13       | 14       | 15       | 16       | 17       | 18       |
| 47       | 19       | 20       | 21       | 22       | 23       | 24       | 25       |
| 48       | 26       | 27       | 28       | 29       | 30       |          |          |

| Dezember | Dezember | Dezember | Dezember | Dezember | Dezember | Dezember | Dezember |
| Kw       | Mo       | Di       | Mi       | Do       | Fr       | Sa       | So       |
| -------- | -------- | -------- | -------- | -------- | -------- | -------- | -------- |
| 48       |          |          |          |          |          | 1        | 2        |
| 49       | 3        | 4        | 5        | 6        | 7        | 8        | 9        |
| 50       | 10       | 11       | 12       | 13       | 14       | 15       | 16       |
| 51       | 17       | 18       | 19       | 20       | 21       | 22       | 23       |
| 52       | 24       | 25       | 26       | 27       | 28       | 29       | 30       |
| 1        | 31       |          |          |          |          |          |          |

| Januar | Januar | Januar | Januar | Januar | Januar | Januar | Januar |
| Kw     | Mo     | Di     | Mi     | Do     | Fr     | Sa     | So     |
| ------ | ------ | ------ | ------ | ------ | ------ | ------ | ------ |
| 52     |        |        |        |        |        |        | 1      |
| 1      | 2      | 3      | 4      | 5      | 6      | 7      | 8      |
| 2      | 9      | 10     | 11     | 12     | 13     | 14     | 15     |
| 3      | 16     | 17     | 18     | 19     | 20     | 21     | 22     |
| 4      | 23     | 24     | 25     | 26     | 27     | 28     | 29     |
| 5      | 30     | 31     |        |        |        |        |        |

| Februar | Februar | Februar | Februar | Februar | Februar | Februar | Februar |
| Kw      | Mo      | Di      | Mi      | Do      | Fr      | Sa      | So      |
| ------- | ------- | ------- | ------- | ------- | ------- | ------- | ------- |
| 5       |         |         | 1       | 2       | 3       | 4       | 5       |
| 6       | 6       | 7       | 8       | 9       | 10      | 11      | 12      |
| 7       | 13      | 14      | 15      | 16      | 17      | 18      | 19      |
| 8       | 20      | 21      | 22      | 23      | 24      | 25      | 26      |
| 9       | 27      | 28      | 29      |         |         |         |         |

| März | März | März | März | März | März | März | März |
| Kw   | Mo   | Di   | Mi   | Do   | Fr   | Sa   | So   |
| ---- | ---- | ---- | ---- | ---- | ---- | ---- | ---- |
| 9    |      |      |      | 1    | 2    | 3    | 4    |
| 10   | 5    | 6    | 7    | 8    | 9    | 10   | 11   |
| 11   | 12   | 13   | 14   | 15   | 16   | 17   | 18   |
| 12   | 19   | 20   | 21   | 22   | 23   | 24   | 25   |
| 13   | 26   | 27   | 28   | 29   | 30   | 31   |      |

| April | April | April | April | April | April | April | April |
| Kw    | Mo    | Di    | Mi    | Do    | Fr    | Sa    | So    |
| ----- | ----- | ----- | ----- | ----- | ----- | ----- | ----- |
| 13    |       |       |       |       |       |       | 1     |
| 14    | 2     | 3     | 4     | 5     | 6     | 7     | 8     |
| 15    | 9     | 10    | 11    | 12    | 13    | 14    | 15    |
| 16    | 16    | 17    | 18    | 19    | 20    | 21    | 22    |
| 17    | 23    | 24    | 25    | 26    | 27    | 28    | 29    |
| 18    | 30    |       |       |       |       |       |       |

| Mai | Mai | Mai | Mai | Mai | Mai | Mai | Mai |
| Kw  | Mo  | Di  | Mi  | Do  | Fr  | Sa  | So  |
| --- | --- | --- | --- | --- | --- | --- | --- |
| 18  |     | 1   | 2   | 3   | 4   | 5   | 6   |
| 19  | 7   | 8   | 9   | 10  | 11  | 12  | 13  |
| 20  | 14  | 15  | 16  | 17  | 18  | 19  | 20  |
| 21  | 21  | 22  | 23  | 24  | 25  | 26  | 27  |
| 22  | 28  | 29  | 30  | 31  |     |     |     |

| Juni | Juni | Juni | Juni | Juni | Juni | Juni | Juni |
| Kw   | Mo   | Di   | Mi   | Do   | Fr   | Sa   | So   |
| ---- | ---- | ---- | ---- | ---- | ---- | ---- | ---- |
| 22   |      |      |      |      | 1    | 2    | 3    |
| 23   | 4    | 5    | 6    | 7    | 8    | 9    | 10   |
| 24   | 11   | 12   | 13   | 14   | 15   | 16   | 17   |
| 25   | 18   | 19   | 20   | 21   | 22   | 23   | 24   |
| 26   | 25   | 26   | 27   | 28   | 29   | 30   |      |

| Juli | Juli | Juli | Juli | Juli | Juli | Juli | Juli |
| Kw   | Mo   | Di   | Mi   | Do   | Fr   | Sa   | So   |
| ---- | ---- | ---- | ---- | ---- | ---- | ---- | ---- |
| 26   |      |      |      |      |      |      | 1    |
| 27   | 2    | 3    | 4    | 5    | 6    | 7    | 8    |
| 28   | 9    | 10   | 11   | 12   | 13   | 14   | 15   |
| 29   | 16   | 17   | 18   | 19   | 20   | 21   | 22   |
| 30   | 23   | 24   | 25   | 26   | 27   | 28   | 29   |
| 31   | 30   | 31   |      |      |      |      |      |

| August | August | August | August | August | August | August | August |
| Kw     | Mo     | Di     | Mi     | Do     | Fr     | Sa     | So     |
| ------ | ------ | ------ | ------ | ------ | ------ | ------ | ------ |
| 31     |        |        | 1      | 2      | 3      | 4      | 5      |
| 32     | 6      | 7      | 8      | 9      | 10     | 11     | 12     |
| 33     | 13     | 14     | 15     | 16     | 17     | 18     | 19     |
| 34     | 20     | 21     | 22     | 23     | 24     | 25     | 26     |
| 35     | 27     | 28     | 29     | 30     | 31     |        |        |

| September | September | September | September | September | September | September | September |
| Kw        | Mo        | Di        | Mi        | Do        | Fr        | Sa        | So        |
| --------- | --------- | --------- | --------- | --------- | --------- | --------- | --------- |
| 35        |           |           |           |           |           | 1         | 2         |
| 36        | 3         | 4         | 5         | 6         | 7         | 8         | 9         |
| 37        | 10        | 11        | 12        | 13        | 14        | 15        | 16        |
| 38        | 17        | 18        | 19        | 20        | 21        | 22        | 23        |
| 39        | 24        | 25        | 26        | 27        | 28        | 29        | 30        |

| Oktober | Oktober | Oktober | Oktober | Oktober | Oktober | Oktober | Oktober |
| Kw      | Mo      | Di      | Mi      | Do      | Fr      | Sa      | So      |
| ------- | ------- | ------- | ------- | ------- | ------- | ------- | ------- |
| 40      | 1       | 2       | 3       | 4       | 5       | 6       | 7       |
| 41      | 8       | 9       | 10      | 11      | 12      | 13      | 14      |
| 42      | 15      | 16      | 17      | 18      | 19      | 20      | 21      |
| 43      | 22      | 23      | 24      | 25      | 26      | 27      | 28      |
| 44      | 29      | 30      | 31      |         |         |         |         |

| November | November | November | November | November | November | November | November |
| Kw       | Mo       | Di       | Mi       | Do       | Fr       | Sa       | So       |
| -------- | -------- | -------- | -------- | -------- | -------- | -------- | -------- |
| 44       |          |          |          | 1        | 2        | 3        | 4        |
| 45       | 5        | 6        | 7        | 8        | 9        | 10       | 11       |
| 46       | 12       | 13       | 14       | 15       | 16       | 17       | 18       |
| 47       | 19       | 20       | 21       | 22       | 23       | 24       | 25       |
| 48       | 26       | 27       | 28       | 29       | 30       |          |          |

| Dezember | Dezember | Dezember | Dezember | Dezember | Dezember | Dezember | Dezember |
| Kw       | Mo       | Di       | Mi       | Do       | Fr       | Sa       | So       |
| -------- | -------- | -------- | -------- | -------- | -------- | -------- | -------- |
| 48       |          |          |          |          |          | 1        | 2        |
| 49       | 3        | 4        | 5        | 6        | 7        | 8        | 9        |
| 50       | 10       | 11       | 12       | 13       | 14       | 15       | 16       |
| 51       | 17       | 18       | 19       | 20       | 21       | 22       | 23       |
| 52       | 24       | 25       | 26       | 27       | 28       | 29       | 30       |
| 1        | 31       |          |          |          |          |          |          |

## Ereignisse

### Politik und Weltgeschehen
Die Weltbevölkerung übersteigt erstmals eine Milliarde Menschen.

#### Frankreich / Heiliges Römisches Reich

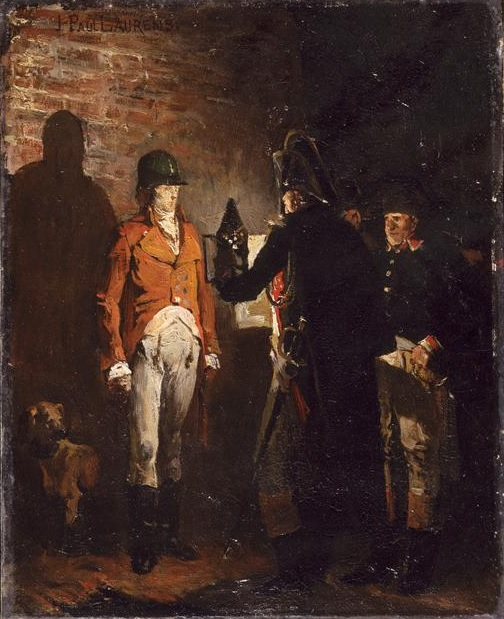
Die Hinrichtung des Herzogs von Enghien (Gemälde von Jean-Paul Laurens, 1873)

- 15. März: Auf Befehl Napoleon Bonapartes wird der französische Herzog Louis Antoine Henri de Bourbon-Condé, duc d’Enghien aus dem badischen Ettenheim in einem Kommandounternehmen nach Frankreich entführt. Um ein Exempel an den Bourbonen zu statuieren, wird der Herzog nach einem Schauprozess wegen angeblichen Hochverrats sechs Tage später hingerichtet.
- 21. März: Im Graben des Schlosses Vincennes wird der nach Frankreich verschleppte Adlige Louis Antoine Henri de Bourbon-Condé, duc d’Enghien von einem Hinrichtungs-Peloton exekutiert.

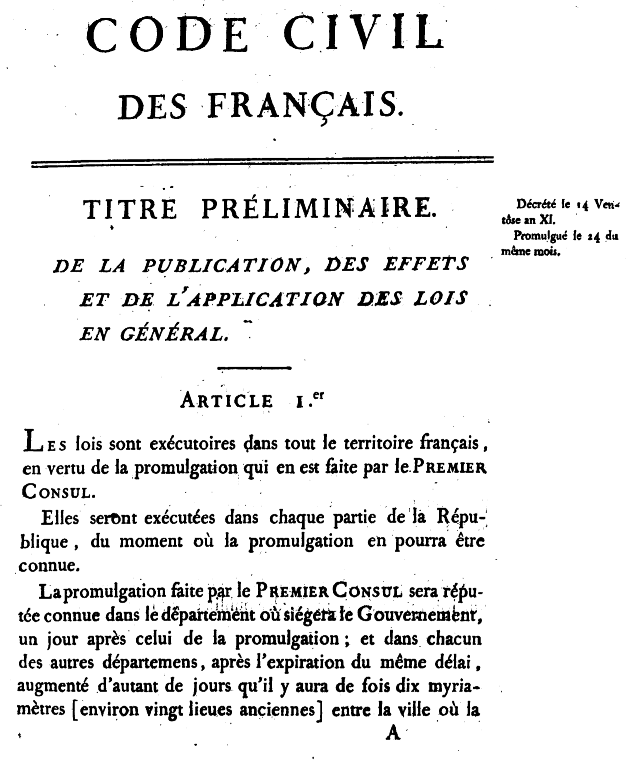
Erstausgabe des Code civil von 1804, erste Seite

- 21. März: Der Code civil, das neue französische Zivilgesetzbuch, tritt in Kraft. Er schafft eine Synthese aus alten lokalen Rechtssystemen und dem Revolutionsrecht. Und er garantiert die Gleichheit aller Bürger vor dem Gesetz.
- 11. August: Der römisch-deutsche Kaiser Franz II. aus dem Haus Habsburg gründet das Erbkaisertum Österreich und wird damit Kaiser Franz I. von Österreich.
- 27. Oktober: Karl Reichsfreiherr vom und zum Stein wird preußischer Ministerpräsident.
- 2. Dezember: Napoleon krönt sich in Notre Dame zum Kaiser der Franzosen. Er hat sich bereits am 18. Mai diesen Titel zugelegt.

#### Großbritannien / Spanien
- 15. Mai: William Pitt der Jüngere wird erneut britischer Premierminister.

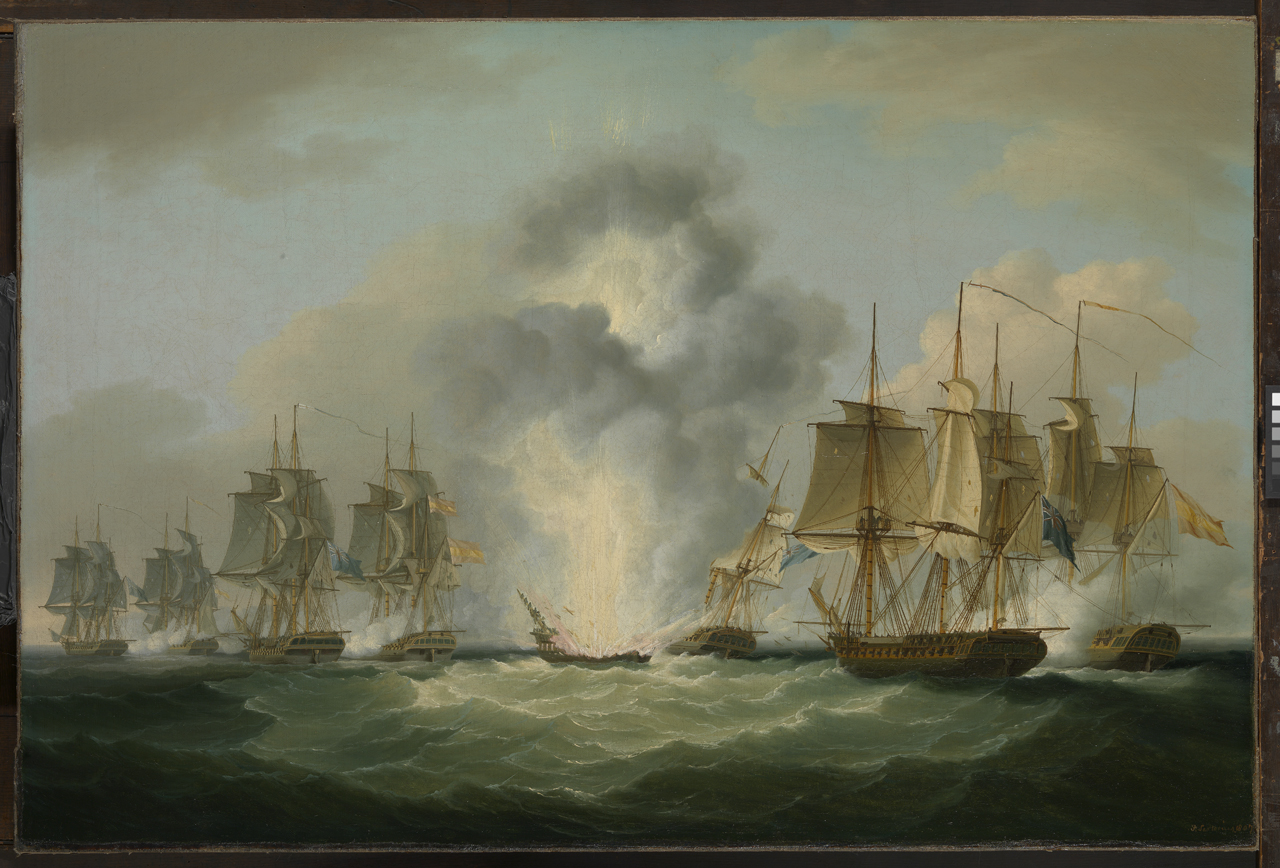
Seeschlacht vom 5. Oktober 1804

- 5. Oktober: Die spanische Marine erleidet im ohne Kriegserklärung ausgetragenen Seegefecht bei Kap Santa Maria eine schwere Niederlage, wobei die spanische Fregatte Nuestra Señora de las Mercedes versenkt wird.
- 12. Dezember: Spanien erklärt Großbritannien den Krieg.

#### Schweiz
- 24. März bis 3. April: In der Gegend um Horgen tobt der Bockenkrieg.
- 29. März: Vom Schuster Hans Jakob Willi angeführte aufständische Zürcher Landbewohner besiegen in einem Gefecht auf Bocken Regierungstruppen.

#### Osteuropa

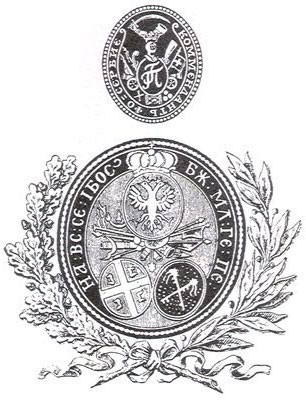
Siegel von Karađorđe im ersten serbischen Aufstand

- 14. Februar: Der von Karađorđe angeführte Erste Serbische Aufstand gegen die osmanische Herrschaft beginnt mit dem Anzünden einer Karawanserei. Bald darauf werden die Städte Požarevac und Valjevo erobert und man beginnt mit der Belagerung Belgrads. Sultan Selim III. beginnt sofort mit den Verhandlungen mit den Rebellen, ohne ein Ergebnis zu erzielen. In Konstantinopel fürchtet man eine Ausweitung des Aufstandes auch auf andere besetzte Gebiete und entsendet den bosnischen Pascha Bećiru mit 3000 Mann nach Belgrad. Der Pascha setzt 20 Serben als Fürsten ein, um den Forderungen der Aufständischen entgegenzukommen. Letztendlich scheitern die Verhandlungen jedoch, und der Sultan beginnt mit einer militärischen Operation gegen den Aufstand.

#### Afrika
Der ins Exil getriebene Wanderprediger Usman dan Fodio aus dem Volk der Fulbe beginnt einen Dschihad gegen die 14 überlegenen, aber zerstrittenen Hausa-Königreiche und erobert in wenigen Jahren ein immenses Gebiet im Norden  Nigerias, das Kalifat von Sokoto.

#### Karibik
- 8. Oktober: Der haitianische Revolutionsführer Jean-Jacques Dessalines lässt sich am Ende der Haitianischen Revolution auf der Karibikinsel Hispaniola selbst zum Kaiser Jakob I. von Haiti ausrufen.

#### Vereinigte Staaten von Amerika

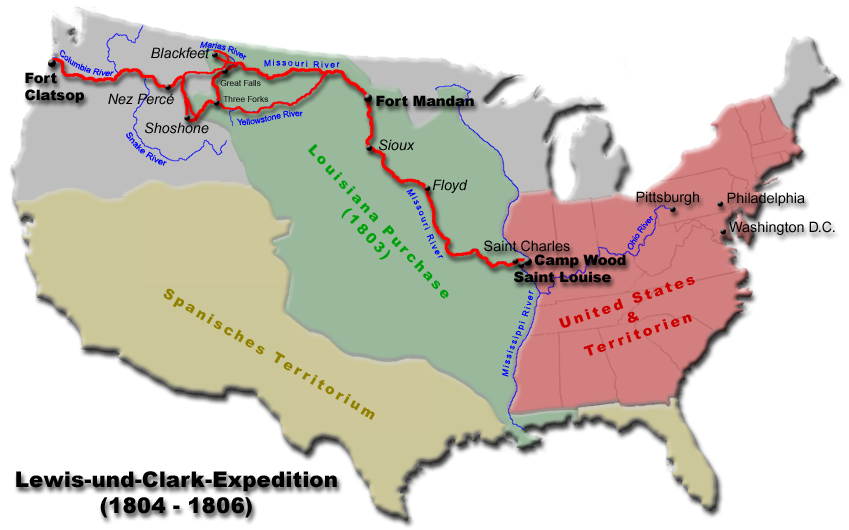
Der Weg von St. Louis zum Pazifischen Ozean und zurück

- 14. Mai: In St. Louis beginnt die Lewis-und-Clark-Expedition, die erstmalige Durchquerung des nordamerikanischen Kontinents bis zum Pazifik

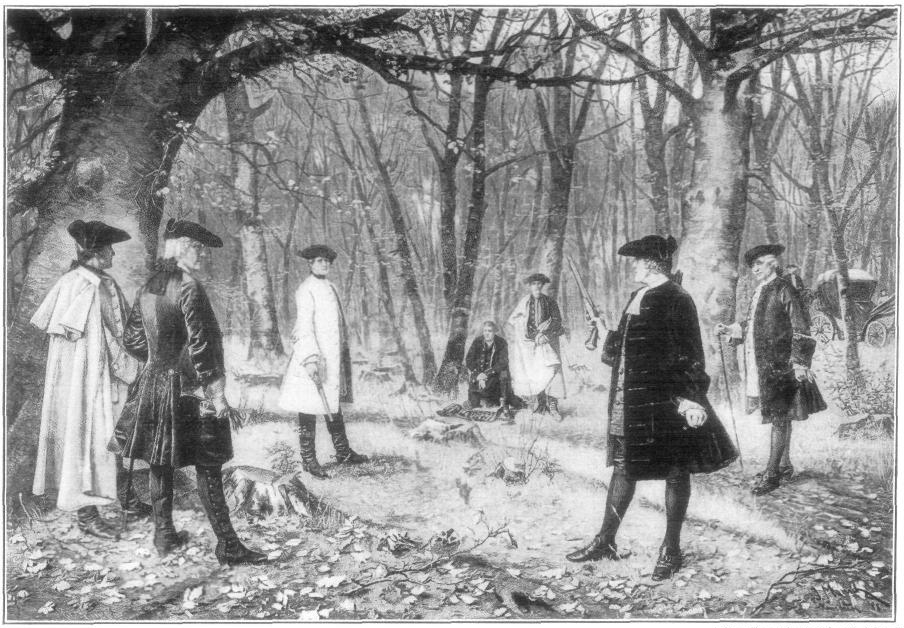
Duell Burrs gegen Alexander Hamilton

- 15. Juni: Der 12. Zusatzartikel wird ratifiziert und tritt damit in Kraft.
- 11. Juli: In einem Duell verwundet US-Vizepräsident Aaron Burr seinen politischen Rivalen, den früheren Finanzminister und US-Gründervater Alexander Hamilton, so schwer, dass dieser tags darauf stirbt.

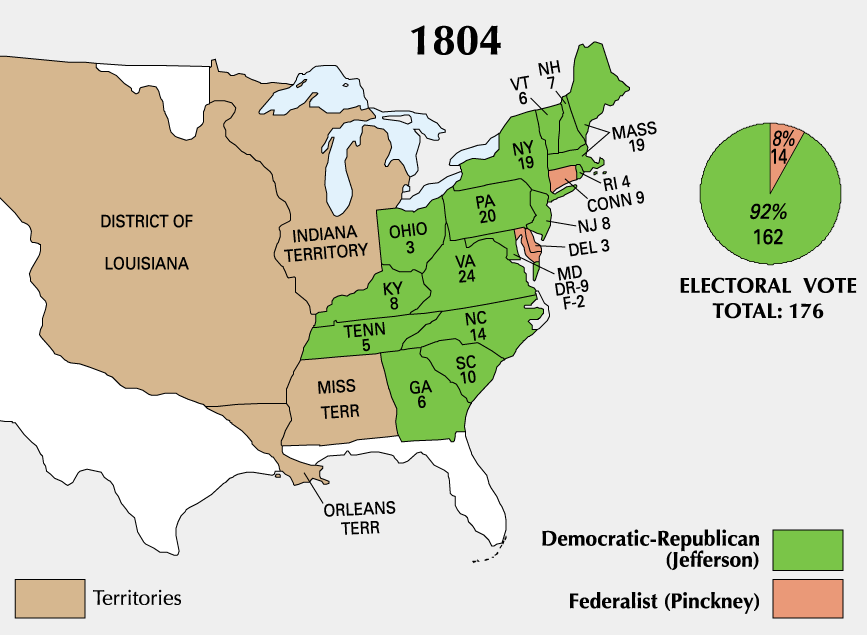
Wahlmännerstimmen pro Staat

- Bei der Präsidentschaftswahl in den Vereinigten Staaten 1804 wird der amtierenden Präsident Thomas Jefferson bestätigt und gewinnt klar vor Charles Cotesworth Pinckney. Erstmals wird nicht der Zweitplatzierte Vizepräsident, sondern George Clinton als running mate Jeffersons.

#### Asien
- Der Dritte Russisch-Persische Krieg beginnt, ausgelöst durch den Angriff der russischen Kommandanten Iwan Gudowitsch und Pawel Zizianow auf Etschmiadsin, die heiligste Stadt in Armenien. Die Stadt ist zu dieser Zeit Teil des Khanats Jerewan, das unter persischer Oberhoheit steht. Der Krieg dauert bis 1813.
- 29. Dezember: Im Zweiten Marathenkrieg beginnt die Belagerung von Bharatpur durch die Britischen Ostindien-Kompanie.

### Wirtschaft
- William Blackwood gründet in Edinburgh die Verlagsbuchhandlung und Druckerei Blackwood & Sons mit einer Filiale in London.

### Wissenschaft und Technik
- 18. Februar: Als American Western University wird die später in Ohio University umbenannte Hochschule gegründet.

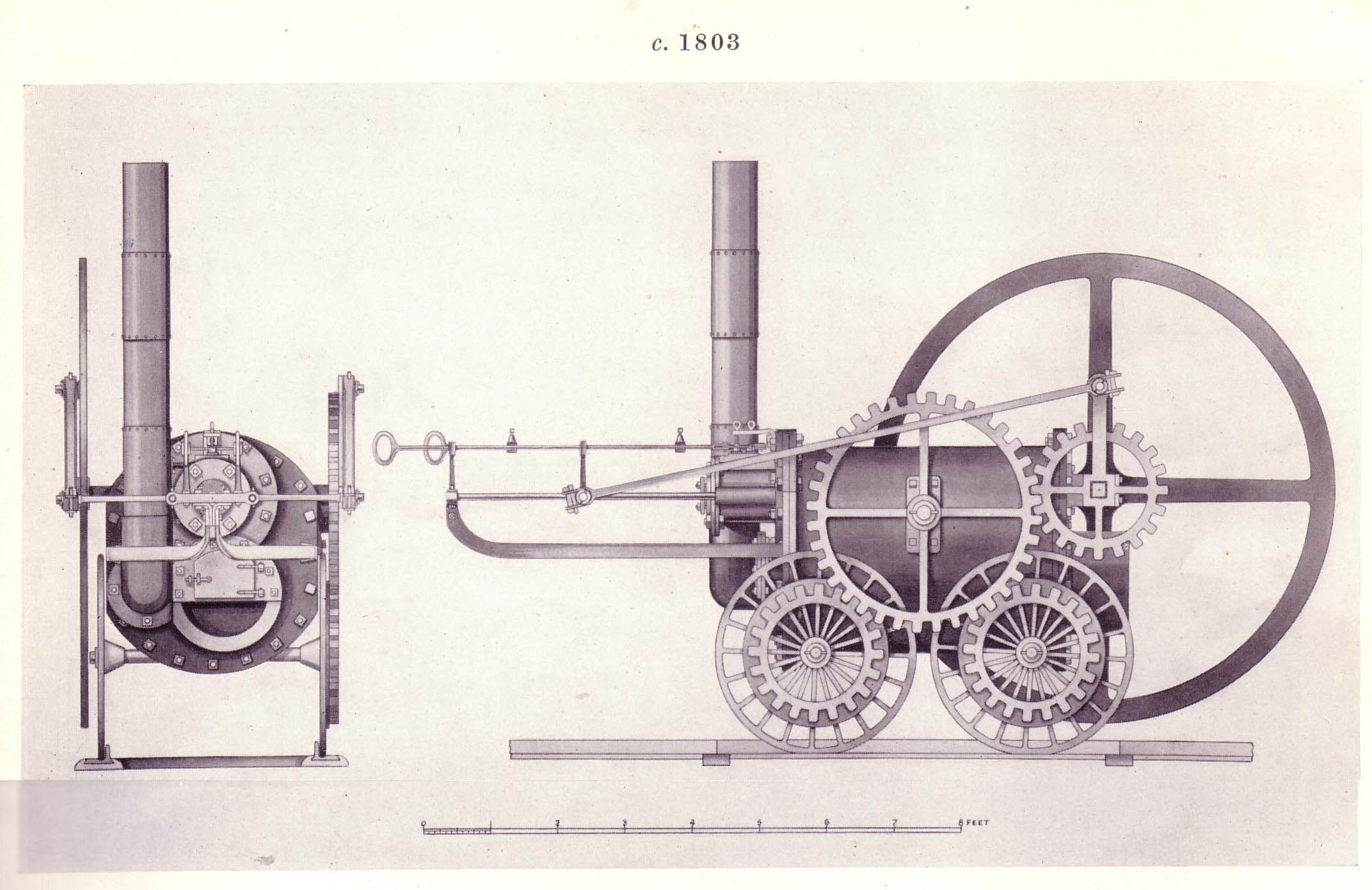
Trevithicks Lokomotive von 1804

- 21. Februar: Die erste Schienendampflokomotive der Welt, gebaut von Richard Trevithick, besteht erfolgreich ihre Probefahrt. Sie fährt mit fünf mit Eisenerz beladenen Waggons vom walisischen Penydarren ins 16 Kilometer entfernte Abercynon.
- 1. September: Der deutsche Astronom Karl Ludwig Harding entdeckt den Asteroiden Juno.
- 13. Oktober: Der japanische Arzt Hanaoka Seishū setzt bei einer Brustkrebsoperation erfolgreich das von ihm selbst entwickelte Anästhetikum Mafutsusan zur Narkose ein.
- 17. November: Durch einen Erlass des Zaren Alexander I. entsteht die Staatliche Universität Kasan im tatarischen Kasan.
- Ende des Jahres: Die von Erzherzogin Maria Christina angeregte und im Auftrag ihres verwitweten Ehemanns Albert Kasimir von Sachsen-Teschen von Bürgermeister Stephan Edler von Wohlleben als Bauherr errichtete Albertinische Wasserleitung zur Wiener Wasserversorgung wird fertiggestellt.
- Der britische Offizier William Congreve entwickelt die Congreve’sche Rakete.
- In Paderborn isoliert Friedrich Sertürner Morphin aus der Droge Opium des Schlafmohns.

### Kultur
- 26. Januar: Die Uraufführung der Oper La Romance von Henri Montan Berton findet an der Opéra-Comique in Paris statt.

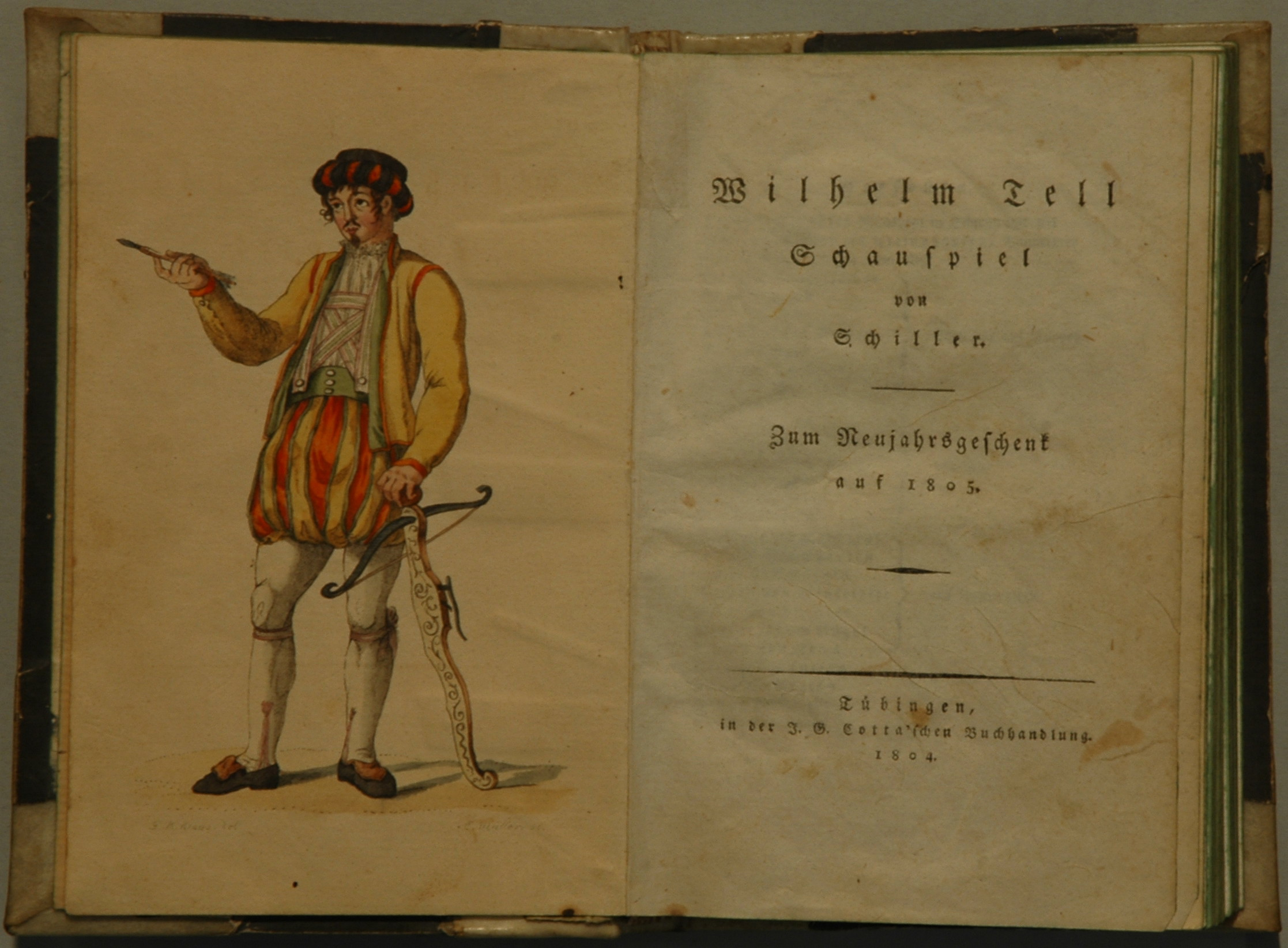
Erstdruck des Wilhelm Tell mit koloriertem Kupferstich als Frontispiz

- 17. März: Friedrich Schillers Schauspiel Wilhelm Tell wird am Weimarer Hoftheater unter der Regie von Johann Wolfgang von Goethe uraufgeführt, der zu diesem Zeitpunkt Intendant des Theaters ist.
- 15. Mai: Das Singspiel Fanchon, das Leyermädchen von Friedrich Heinrich Himmel hat seine Uraufführung an der Hofoper in Berlin.
- 12. November: Das dramatische Gedicht Die Huldigung der Künste von Friedrich Schiller wird aus Anlass der Verehelichung von Erbprinz Friedrich von Weimar mit der russischen Prinzessin Maria Pawlowna am Weimarer Hoftheater uraufgeführt.

### Gesellschaft
- 21. Mai: Der außerhalb von Paris neu geschaffene Friedhof Père-Lachaise wird belegt. Ein im Alter von fünf Jahren gestorbenes Mädchen wird als erste Tote begraben.

## Geboren

### Januar/Februar
- 06. Januar: Ludwig Friedrich Wilhelm Duncker, deutscher Jurist († 1847)
- 06. Jänner: Anna Plochl, österreichische Adlige († 1885)
- 09. Januar: Louis d’Aurelle de Paladines, französischer General († 1877)
- 10. Januar: Oakes Ames, US-amerikanischer Politiker († 1873)
- 10. Januar: Élie-Frédéric Forey, französischer General und Marschall von Frankreich († 1872)
- 12. Januar: Desiderius Beck, königlich bayerischer Gerichtsarzt, Gründer des ersten salinischen Moorheilbades in Bad Aibling († 1877)
- 17. Januar: Matthias Schneckenburger, evangelischer Theologe († 1848)
- 17. Januar: Vinzenz Zusner, österreichischer Dichter und Unternehmer († 1874)
- 21. Januar: Moritz von Schwind, österreichisch-deutscher Maler († 1871)
- 25. Januar: Antoni Edward Odyniec, polnischer Lyriker, Dramatiker und Übersetzer († 1885)
- 26. Januar: Delphine Gay, französische Dichterin († 1855)
- 28. Januar: Eugène de Ligne, belgischer Politiker († 1880)
- 30. Januar: Friedrich Franz Wilhelm Brunswig, deutscher Veterinärmediziner († 1837)
- 01. Februar: Handrij Zejler, sorbischer Dichter († 1872)
- 04. Februar: Ulrike von Levetzow, Kammerherrentochter, letzte große (unerwiderte) Liebe von Johann Wolfgang von Goethe († 1899)
- 07. Februar: John Deere, US-amerikanischer Hufschmied, Erfinder des Stahlpflugs und Firmengründer († 1886)
- 09. Februar: John McQueen, US-amerikanischer Politiker († 1867)
- 13. Februar: Salomon Hirzel, in Leipzig tätiger Schweizer Verleger († 1877)
- 17. Februar: Samuel Read Anderson, US-amerikanischer Brigadegeneral († 1883)
- 18. Februar: Thomas Pratt, US-amerikanischer Politiker († 1869)
- 19. Februar: Carl von Rokitansky, österreichischer Pathologe, Politiker und Philosoph († 1878)
- 20. Februar: Johann Anton Friedrich Baudri, Weihbischof und Generalvikar in Köln († 1893)
- 22. Februar: Paul Arnold, hessischer Hofbaumeister und Politiker († 1887)
- 22. Februar: Johann Tobias Beck, evangelischer Theologe († 1878)
- 28. Februar: Henry S. Foote, US-amerikanischer Politiker († 1880)
- 000Februar: Johan Ludvig Runeberg, finnischer Schriftsteller († 1877)

### März/April
- 01. März: Franz Hanfstaengl, deutscher Maler, Lithograph und Fotograf († 1877)
- 01. März: Klara Wendel, vermeintliche «Räuberkönigin» († 1884)
- 03. März: Johann Philipp Abresch, deutscher Demokrat († 1861)
- 03. März: Jacques-Victor Henri, Kronprinz von Nord-Haiti († 1820)
- 06. März: Louis Stromeyer, deutscher Chirurg, Professor und Generalarzt († 1876)
- 07. März: Wilhelm Gail, deutscher Architekturmaler († 1890)
- 09. März: Ludwig Griesselich, deutscher Homöopath, Mediziner und Herausgeber einer Zeitschrift († 1848)
- 10. März: Ida von Anhalt-Bernburg-Schaumburg-Hoym, Erbprinzessin zu Lübeck und Prinzessin zu Holstein-Oldenburg († 1828)
- 13. März: Joseph Otto Entres, deutscher Bildhauer († 1870)
- 14. März: Johann Strauss (Vater), österreichischer Komponist († 1849)
- 17. März: Jim Bridger, Trapper, Scout und Entdecker im Wilden Westen der USA († 1881)
- 24. März: Emil Lenz, deutsch-baltischer Physiker († 1865)
- 29. März: Nehemiah Abbott, US-amerikanischer Politiker († 1877)
- 30. März: Salomon Sulzer, österreichischer Chasan und Sakralmusiker († 1890)
- 02. April: Jassuda Bédarride, französischer Jurist († 1882)
- 05. April: Matthias Jacob Schleiden, deutscher Botaniker und Mitbegründer der Zelltheorie († 1881)
- 10. April: Thomas Overton Moore, US-amerikanischer Politiker († 1876)
- 12. April: George W. Jones, US-amerikanischer Politiker († 1896)
- 16. April: August Hergenhahn, deutscher Politiker, Ministerpräsident des Herzogtums Nassau († 1874)
- 23. April: Ferdinand Anderson, deutscher Jurist und Politiker († 1864)
- 23. April: Marie Taglioni, italienische Tänzerin († 1884)
- 25. April: Friedrich Preller der Ältere, deutscher Maler und Radierer († 1878)

### Mai/Juni
- 03. Mai: Francisco Armero y Peñaranda, spanischer Generalleutnant und Politiker († 1866)
- 06. Mai: Ferdinand Sauter, österreichischer Dichter († 1854)
- 18. Mai: Jules Dupuit, französischer Ingenieur und Ökonom († 1866)
- 19. Mai: Robert Todd Lytle, US-amerikanischer Politiker († 1839)
- 20. Mai: Basil Ferdinand Curti, Schweizer Jurist und Politiker († 1888)
- 24. Mai: Henry H. Crapo, US-amerikanischer Politiker († 1869)
- 24. Mai: Joseph Anton Dollmayr, deutscher Professor († 1840)
- 24. Mai: Abraham Oppenheim, deutscher Bankier und Mäzen († 1878)
- 25. Mai: Karl Traugott Stöckel, deutscher Orgelbauer († 1881)
- 29. Mai: Gustav Friedrich Held, sächsischer Jurist und Regierungschef (1849) († 1857)
- 31. Mai: Émile Chevé, französischer Musiktheoretiker und Musikpädagoge († 1864)
- 31. Mai: Louise Farrenc, französische Komponistin, Pianistin und Musikwissenschaftlerin († 1875)
- 01. Juni: Michail Iwanowitsch Glinka, russischer Komponist († 1857)
- 03. Juni: Richard Cobden, Figur des Manchesterliberalismus und der Freihandelsbewegung († 1865)
- 03. Juni: Jacques-Joseph Moreau, französischer Arzt und Psychiater († 1884)
- 05. Juni: August Wredow, deutscher Bildhauer († 1891)
- 06. Juni: Per Conrad Boman, schwedischer Komponist († 1861)
- 06. Juni: Georg Heinrich Crola, deutscher Maler († 1879)
- 09. Juni: Wilhelm Steigerwald, deutscher Industrieller († 1869)
- 10. Juni: Hermann Schlegel, deutscher Ornithologe († 1884)
- 21. Juni: Johann Gabriel Seidl, österreichischer Archäologe, Lyriker, Erzähler und Dramatiker († 1875)
- 22. Juni: Horace Eaton, US-amerikanischer Politiker († 1855)
- 23. Juni: August Borsig, deutscher Unternehmer und Gründer der Borsig-Werke († 1854)
- 24. Juni: Stephan Endlicher, österreichischer Botaniker, Numismatiker und Sinologe († 1849)
- 25. Juni: Friedrich Henning von Arnim, deutscher Unternehmer († 1885)
- 26. Juni: Ludwig Julius Asher, deutscher Landschaftsmaler und Bildhauer († 1878)
- 27. Juni: Peter Rieß, deutscher Physiker († 1883)
- 28. Juni: Franz Julius Ferdinand Meyen, deutscher Mediziner, Botaniker und Universitätsprofessor († 1840)
- 30. Juni: Leopold von Orlich, deutscher Offizier und Schriftsteller († 1860)

### Juli/August
- 01. Juli: George Sand, französische Schriftstellerin († 1876)
- 04. Juli: Charles Gordon Atherton, US-amerikanischer Politiker († 1853)
- 04. Juli: Nathaniel Hawthorne, US-amerikanischer Schriftsteller († 1864)
- 04. Juli: Karl Theodor Gustav Julius Krafft, deutscher Kirchenrat und Doktor der Philologie († 1878)
- 06. Juli: Franz von Woringen, deutscher Jurist, Hochschullehrer und Dichter († 1870)
- 08. Juli: Caroline Marbouty, französische Schriftstellerin († 1890)
- 10. Juli: Carl Lampe, Leipziger Unternehmer, Kunstmäzen und Pionier des Eisenbahnwesens  († 1889)
- 14. Juli: Ludwig von Benedek, österreichischer General († 1881)
- 17. Juli: Henry Wellesley, britischer Diplomat († 1884)
- 18. Juli: Elizabeth Gould, britische Illustratorin († 1841)
- 18. Juli: Gustav Eduard von Hindersin, preußischer General († 1872)
- 20. Juli: Richard Owen, britischer Chirurg, Zoologe, Paläontologe und Evolutionsbiologe († 1892)
- 22. Juli: Victor Schoelcher, französischer Politiker und Freiheitskämpfer († 1893)
- 27. Juli: Eduard Schaubert, deutscher, in Griechenland tätiger Architekt († 1860)

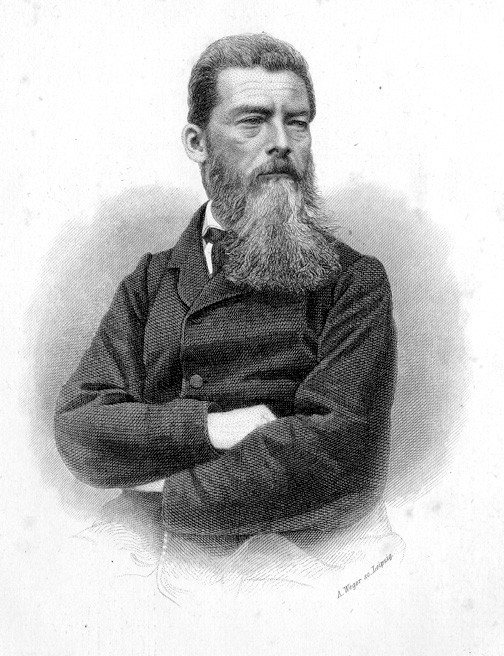
Ludwig Feuerbach

- 28. Juli: Ludwig Feuerbach, deutscher Philosoph († 1872)
- 29. Juli: Lovrenc Košir, österreichischer Beamter († 1879)
- 30. Juli: Abdón Calderón, ecuadorianischer Held im Unabhängigkeitskampf gegen Spanien († 1822)
- 02. August: Wilhelm Schimper, deutscher Naturforscher, Reisender und Botaniker († 1878)
- 04. August: Karl Friedrich Hermann, deutscher Altphilologe und Althistoriker († 1855)
- 06. August: Justinus van der Brugghen, niederländischer Staatsmann († 1863)
- 06. August: Christian Friedrich Göthel, deutscher Orgelbauer († 1873)
- 10. August: Albert Immer, reformierter Theologe († 1884)
- 10. August: Marie-Alphonse Bedeau, französischer General († 1863)
- 10. August: Wilhelm Nerenz, deutscher Maler († 1871)
- 25. August: Gustav Bunsen, deutscher Chirurg und Freiheitskämpfer († 1836)

### September/Oktober
- 01. September: Karl Herloßsohn, deutscher Schriftsteller und Enzyklopädist († 1849)
- 01. September: Ernst Julius Otto, deutscher Komponist, Chorleiter und Kreuzkantor († 1877)
- 05. September: William Alexander Graham, US-amerikanischer Politiker († 1875)
- 08. September: Eduard Mörike, deutscher Lyriker und Erzähler († 1875)
- 09. September: Carl Eduard Abendroth, Hamburger Politiker († 1885)
- 09. September: Johannes Schlosser, Schweizer Pädagoge († 1882)
- 10. September: Karl Rudolf Brommy, deutscher Marineoffizier und Admiral († 1860)
- 14. September: John Gould, britischer Ornithologe und Tiermaler († 1881)
- 18. September: Anders Oldberg, schwedischer Pädagoge und Buchautor († 1867)
- 24. September: Mariano Rivera Paz, Präsident von Guatemala († 1849)
- 01. Oktober: William Stokes, irischer Internist († 1878)
- 03. Oktober: Allan Kardec, Begründer des Spiritismus († 1869)
- 04. Oktober: Gustavus Adolphus Henry, US-amerikanischer Politiker († 1880)
- 10. Oktober: Charles Spackman Barker, englischer Orgelbauer († 1879)
- 10. Oktober: Albín Mašek, tschechischer Komponist († 1878)
- 15. Oktober: Wilhelm von Kaulbach, Maler († 1874)
- 18. Oktober: Charles-Alexandre Fessy, französischer Organist und Komponist († 1856)
- 18. Oktober: Ludwig von Rönne, Jurist, Publizist und Staatsrechtslehrer († 1891)
- 18. Oktober: Mongkut (Rama IV.), König von Siam († 1868)
- 20. Oktober: Fruto Chamorro Pérez, Präsident von Nicaragua († 1855)
- 24. Oktober: Luisa Carlota von Neapel-Sizilien, Infantin von Spanien († 1844)

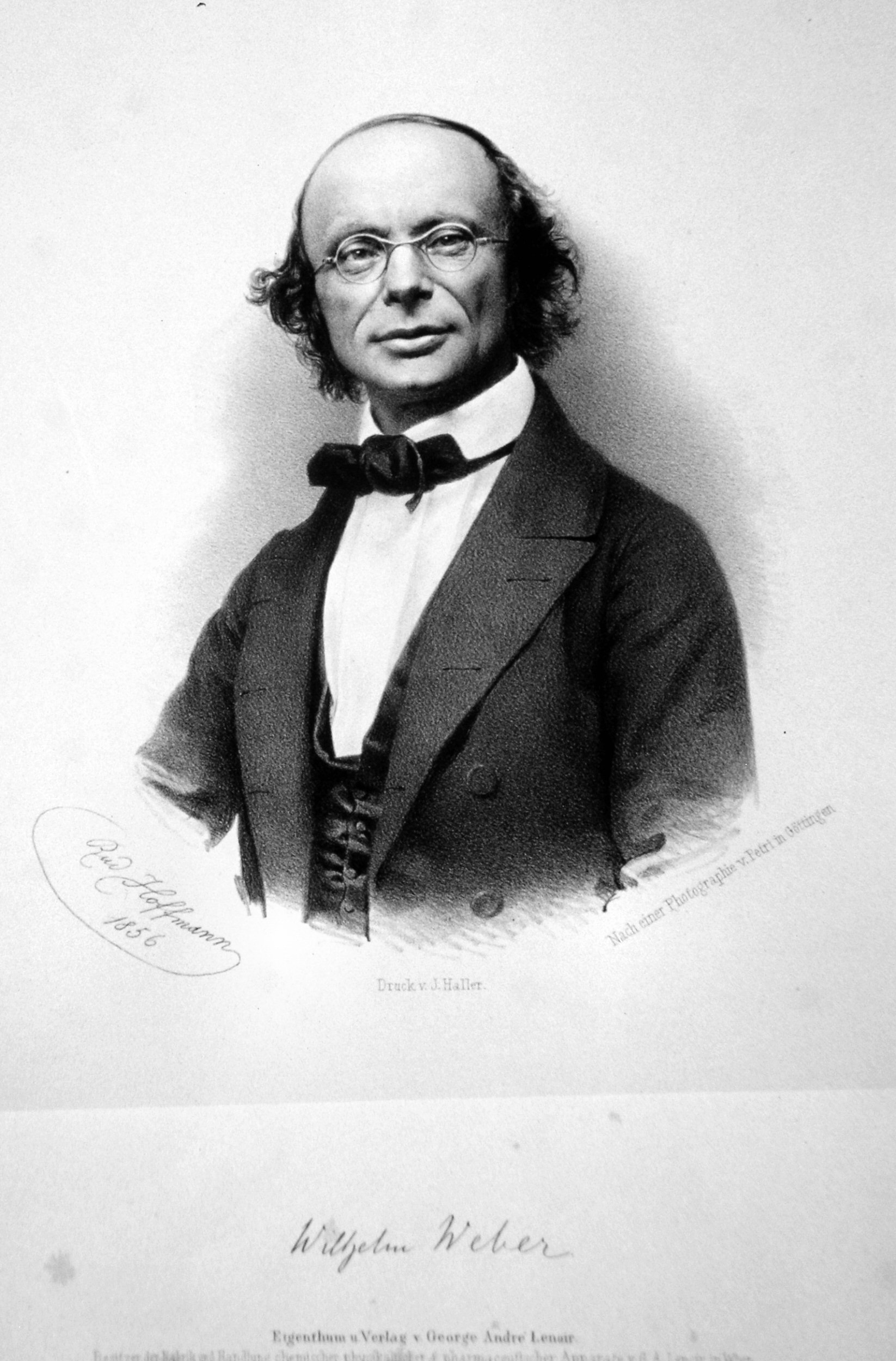
Wilhelm Eduard Weber, 1856

- 24. Oktober: Wilhelm Eduard Weber, deutscher Physiker († 1891)
- 28. Oktober: Pierre-François Verhulst, belgischer Mathematiker († 1849)
- 29. Oktober: Friedrich Hetzel, deutscher Bankier († 1886)
- 30. Oktober: Karl II., Braunschweiger Herzog († 1873)

### November/Dezember
- 02. November: Adolphe Le Flô, französischer General und Politiker († 1887)
- 05. November: Carl Leverkus, erfolgreicher Chemieunternehmer († 1889)
- 06. November: Nuno José Severo de Mendonça Rolim de Moura Barreto, portugiesischer Politiker († 1875)
- 10. November: John S. Robinson, US-amerikanischer Politiker († 1860)
- 12. November: Julius Wilhelm Gintl, österreichischer Physiker und Ingenieur († 1883)
- 12. November: Hans Heinrich Ryffel, Schweizer Unternehmer und Politiker († 1880)
- 13. November: Theophilus H. Holmes, Generalleutnant der Confederate States Army († 1880)
- 14. November: Heinrich Dorn, deutscher Komponist der Romantik († 1892)
- 15. November: Eugenio Aguilar Gonzalez Batres, Staatsoberhaupt von El Salvador († 1879)
- 18. November: Alfonso La Marmora, italienischer General und Ministerpräsident († 1878)
- 18. November: Karl Weigand, deutscher Germanist († 1878)
- 19. November: Alexander Mouton, US-amerikanischer Politiker († 1885)
- 20. November: Friedrich Paschen, deutscher Geodät und Astronom († 1873)
- 21. November: Wilhelm Waiblinger, deutscher Dichter und Schriftsteller († 1830)

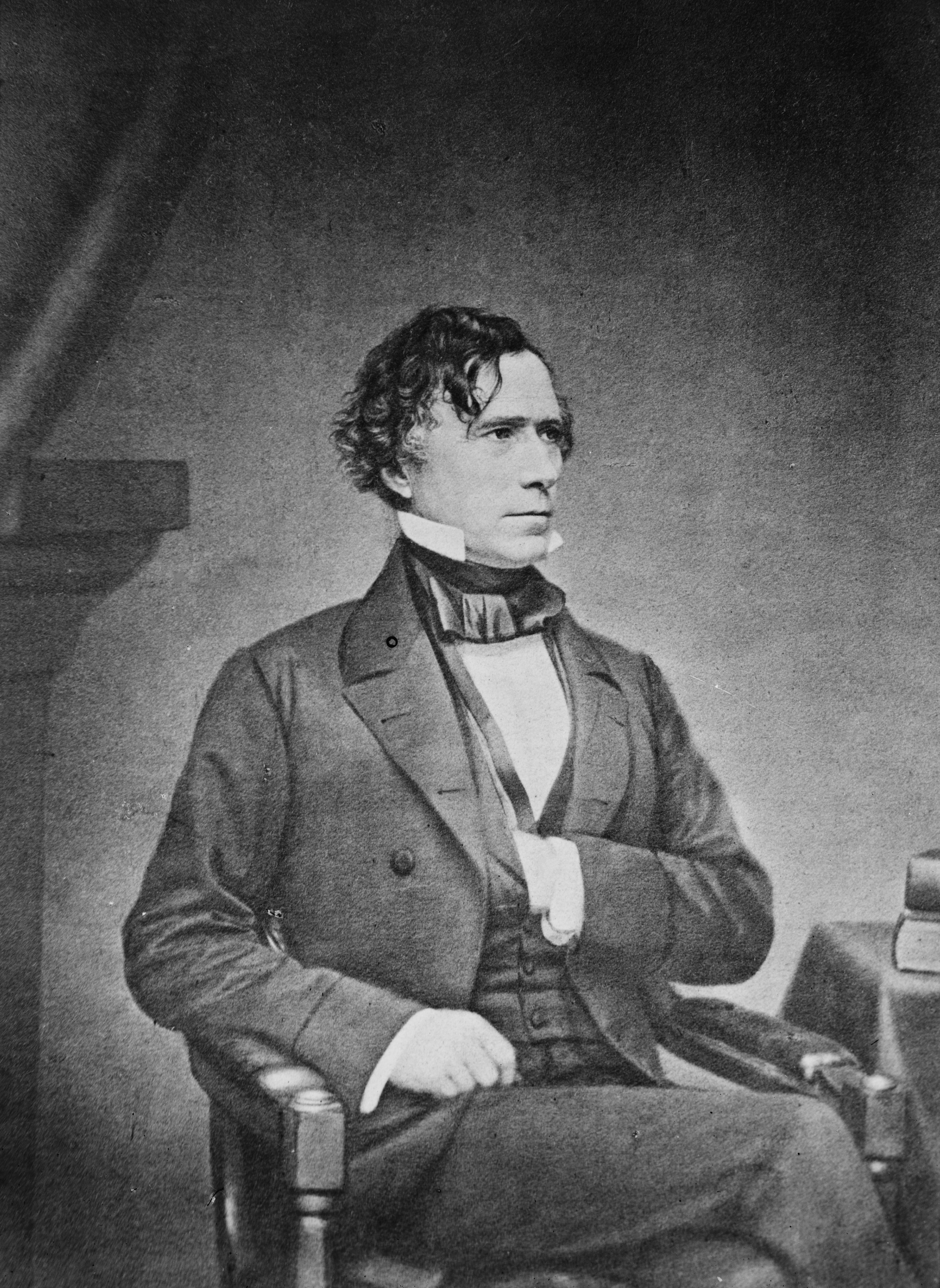
Franklin Pierce

- 23. November: Franklin Pierce, US-amerikanischer Politiker, 14. Präsident der USA († 1869)
- 26. November: William John Codrington, britischer General, Generalgouverneur von Gibraltar († 1884)
- 27. November: Julius Benedict, britischer Komponist und Kapellmeister deutscher Herkunft († 1885)
- 04. Dezember: August Heinrich Andreae, deutscher Architekt, Stadtbaumeister, Maler und Radierer († 1846)
- 04. Dezember: Joseph Aub, deutscher Reformrabbiner († 1880)
- 04. Dezember: Gustave Lannes de Montebello, französischer General († 1875)
- 05. Dezember: Christian Hengst, Stadtbaumeister in Durlach († 1883)
- 06. Dezember: Wilhelmine Schröder-Devrient, deutsche Opernsängerin (Sopran) († 1860)
- 08. Dezember: Samson Vuilleumier, Schweizer evangelischer Geistlicher und Hochschullehrer († 1889)
- 10. Dezember: Carl Gustav Jacob Jacobi, deutscher Mathematiker († 1851)
- 10. Dezember: Eugène Sue, französischer Schriftsteller († 1857)
- 11. Dezember: William Pitt Adams, britischer Diplomat († 1852)
- 13. Dezember: Joseph Howe, kanadischer Politiker und Journalist († 1873)
- 15. Dezember: Ernst Rietschel, deutscher Bildhauer des Spätklassizismus († 1861)
- 15. Dezember: Wiktor Bunjakowski, russischer Mathematiker († 1889)
- 18. Dezember: Julius Ambrosch, deutscher Altphilologe († 1856)
- 19. Dezember: Johann Andreas Engelhardt, deutscher Orgelbauer († 1866)

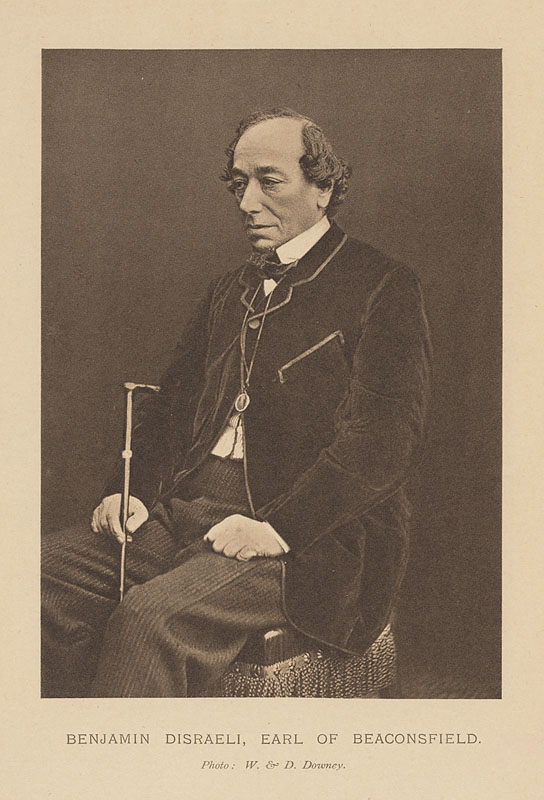
Benjamin Disraeli

- 21. Dezember: Benjamin Disraeli, britischer Romanschriftsteller und Premierminister († 1881)
- 22. Dezember: Georg Adolf Demmler, Architekt († 1886)
- 23. Dezember: Charles-Augustin Sainte-Beuve, französischer Schriftsteller († 1869)
- 25. Dezember: George Ashmun, US-amerikanischer Politiker († 1870)
- 30. Dezember: Carl Adam Kaltenbrunner, österreichischer Schriftsteller († 1867)

### Genaues Geburtsdatum unbekannt
- Hermann Biow, deutscher Fotograf († 1850)
- Manuel Montes de Oca, spanischer Militär und Politiker († 1841)
- Osceola, indianischer Häuptling († 1838)
- Robert Wittmann, deutscher Cellist und Komponist († nach 1891)

## Gestorben

### Erstes Halbjahr
- 04. Januar: Charlotte Lennox, englische Schriftstellerin, Lyrikerin und Übersetzerin (* 1730)
- 07. Januar: Louis-Marie de Noailles, französischer General und Geschäftsmann (* 1756)
- 21. Januar: Ernst Gottfried Baldinger, deutscher Mediziner (* 1738)
- 26. Januar: José Nicolás de Azara, spanischer Politiker, Diplomat und Kunstmäzen (* 1730)
- 02. Februar: George Walton, US-amerikanischer Politiker (* 1741)
- 05. Februar: Christian Joseph Jagemann, deutscher Hofrat und Bibliothekar (* 1735)

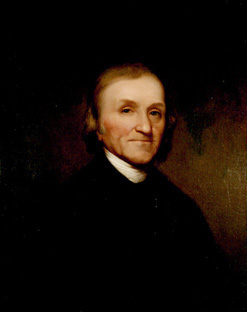
Joseph Priestley, 1801

- 06. Februar: Joseph Priestley, Theologe, Philosoph, Chemiker und Physiker (* 1733)

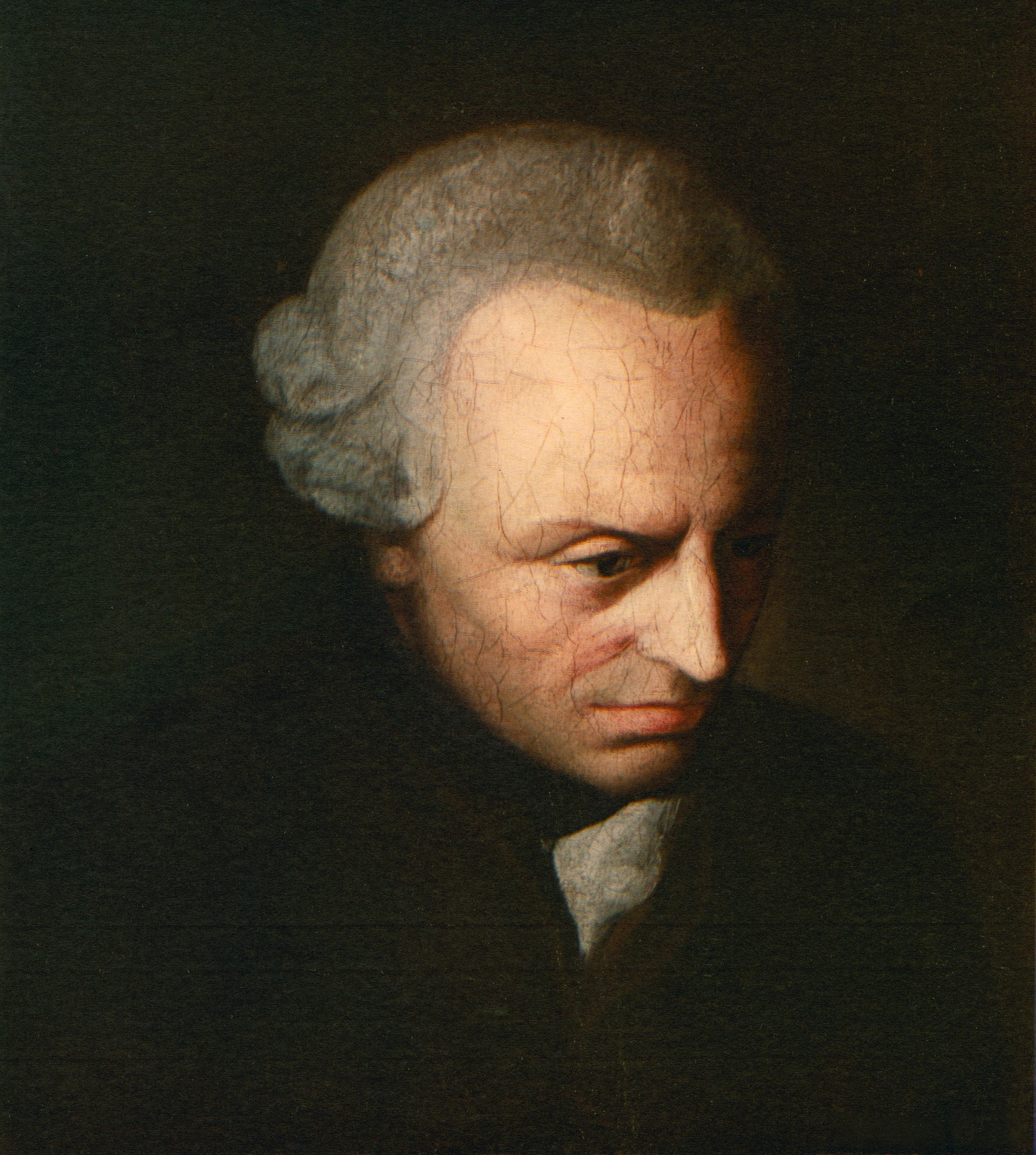
Immanuel Kant

- 12. Februar: Immanuel Kant, deutscher Philosoph (* 1724)
- 18. Februar: Ludwig Friedrich August von Cölln, deutscher evangelischer Geistlicher und Autor (* 1753)
- 22. Februar: Joseph Benda, böhmisch-deutscher Musiker (* 1724)
- 25. Februar: Johann Wenzel von Sporck, Jurist, Politiker und Theaterleiter (* 1724)
- 01. März: Caroline von Bourbon-Parma, Mutter der sächsischen Könige Friedrich August II. und Johann (* 1770)
- 03. März: Giovanni Domenico Tiepolo, italienischer Maler des Barock (* 1727)
- 04. März: Johann Evangelist Schmid, deutscher Orgelbauer (* 1758)
- 21. März: Louis Antoine Henri de Condé, Herzog von Enghien (* 1772)
- 26. März: Wolfgang von Kempelen, österreichischer Schriftsteller und Erfinder (* 1734)
- 30. März: Iwan Chandoschkin, russischer Komponist (* 1747)
- 31. März: Victor-François de Broglie, französischer Heerführer und Staatsmann (* 1718)
- 03. April: Jędrzej Kitowicz, polnischer Geistlicher und Historiker (* 1728)
- 05. April: Jean-Charles Pichegru, französischer General der Revolutionskriege (* 1761)
- 09. April: Jacques Necker, Schweizer Bankier und Finanzminister unter Ludwig XVI. (* 1732)
- 11. April: Joaquín del Pino Sánchez de Rojas, spanischer Gouverneur von Montevideo, Gouverneur von Chile und Vizekönig des Río de la Plata (* 1729)
- 12. April: Amalie Christina Gylding, deutsche Porzellanmalerin (* 1731)
- 15. April: Dominik Auliczek, böhmischer Bildhauer (* 1734)
- 20. April: Ernst II., Herzog und Wissenschaftler (* 1745)
- 25. April: Hans Jakob Willi, Anführer der Aufständischen im Bockenkrieg 1804 (* 1772)
- 04. Mai: Antonio José Cavanilles, spanischer Botaniker (* 1745)
- 05. Mai: Johann Christoph Martini, deutscher evangelischer Geistlicher und Kirchenhistoriker (* 1732)
- 07. Mai: Lorenzo Quaglio, italienischer Maler und Architekt (* 1730)
- 07. Mai: Johann Georg Schulthess, Schweizer Geistlicher (* 1724)
- 17. Mai: Karl Joachim, Fürst zu Fürstenberg (* 1771)
- 28. Mai: Castolus Reichlin von Meldegg, letzter Fürstabt von Kempten (* 1743)
- 30. Mai: Ralph Izard, US-amerikanischer Politiker (* 1741 oder 1742)
- 04. Juni: Johann Friedrich Ackermann, deutscher Mediziner und Hochschullehrer (* 1726)
- 10. Juni: Johann Stephan Heeren, deutscher Orgelbauer (* 1729)
- 16. Juni: Johann Adam Hiller, deutscher Komponist, Musikschriftsteller und Kapellmeister (* 1728)
- 18. Juni: Maria Amalia von Österreich, Herzogin von Parma (* 1746)
- 23. Juni: Heinrich Leopold von Seherr-Thoß, deutscher Großgrundbesitzer (* 1734)
- 25. Juni: Georges Cadoudal, französischer General (* 1771)

### Zweites Halbjahr
- 05. Juli: Jacob Baden, dänischer Altphilologe (* 1735)
- 07. Juli: Christian Just Wiedeburg, deutscher Jurist und Regierungsbeamter von Sachsen-Weimar-Eisenach (* 1727)
- 10. Juli: Marianne von der Leyen, von 1775 bis 1793 Regentin in Blieskastel (* 1745)

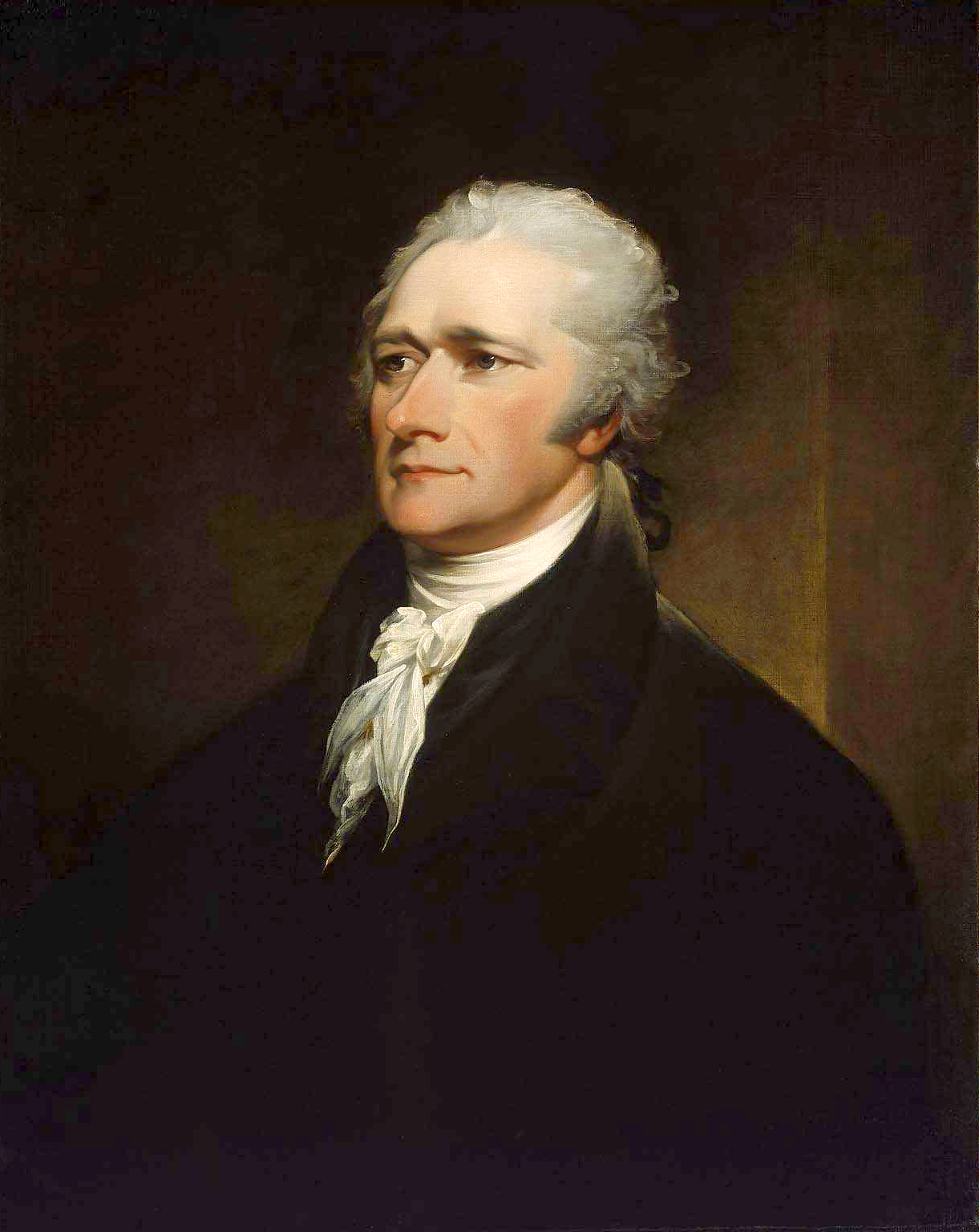
Alexander Hamilton (John Trumbull, 1806)

- 12. Juli: Alexander Hamilton, US-amerikanischer Politiker (* 1757 oder 1755)
- 12. Juli: Johann Engelhard Kahler, deutscher evangelischer Theologe (* 1729)
- 17. Juli: Christian Ernst Graf, deutscher Komponist (* 1723)
- 20. Juli: Zacharias Barbitsiotis, griechischer Aufständischer und Anführer von Klephten (* 1759)
- 24. Juli: Martin Knoller, Freskomaler im süddeutschen und österreichischen Raum (* 1725)
- 30. Juli: Carlo Allioni, italienischer Arzt und Botaniker (* 1728)
- 02. August: Johann Andreas Tafinger, deutscher Pädagoge und evangelischer Theologe (* 1728)
- 03. August: Christoph Andreae, deutscher Unternehmer (* 1735)
- 19. August: Albert Androt, französischer Komponist (* 1781)
- 19. August: Louis-René Levassor de Latouche Tréville, französischer Admiral (* 1745)
- 19. August: Barthélemy-Louis-Joseph Schérer, französischer General (* 1747)
- 20. August: Charles Floyd, US-amerikanischer Entdecker (* 1782)
- 24. August: Josef Valentin Adamberger, deutscher Opernsänger (* 1740)
- 21. September: Jacob Heinrich Ludwig von Arnim-Suckow, preußischer Landrat und Gutsbesitzer (* 1754)
- 05. Oktober: John Hoskins Stone, US-amerikanischer Politiker (* 1750)
- 08. Oktober: Christian Jorhan der Ältere, bayerischer Bildhauer (* 1727)
- 14. Oktober: Samuel John Potter, US-amerikanischer Politiker (* 1753)
- 19. Oktober: Leopold Westen, deutscher Offizier und Hochschullehrer (* 1750)
- 29. Oktober: Sebastian Friedrich Trescho, deutscher evangelischer Theologe (* 1733)
- 01. November: Johann Friedrich Gmelin, deutscher Botaniker, Zoologe und Chemiker (* 1748)
- 01. November: Anton Wilhelm Tischbein, deutscher Maler (* 1730)
- 02. November: Georg Christian Adler, deutscher Prediger, Autor und Altertumsforscher (* 1724)
- 05. November: August Friedrich Oelenhainz, deutscher Maler (* 1745)
- 23. November: Giovanni Giornovichi, kroatisch-italienischer Violinvirtuose und Komponist (* 1747)
- 18. November: Philip Schuyler, US-amerikanischer General, Senator New Yorks (* 1733)
- 19. November: Pietro Alessandro Guglielmi, italienischer Komponist (* 1728)
- 20. November: Sultan ibn Ahmad, Sayyid von Maskat
- 22. November: Elisabeth Hudtwalcker, deutsche Malerin (* 1752)
- 01. Dezember: Friedrich Ludwig Aster, kursächsischer Offizier (* 1732)
- 07. Dezember: Johann Tobias Lowitz, deutsch-russischer Chemiker und Pharmazeut (* 1757)
- 09. Dezember: Leopold von Apfaltern, Jesuit und Mathematiker (* 1731)
- 16. Dezember: Christian Felix Weiße, deutscher Schriftsteller und Pädagoge (* 1726)
- 24. Dezember: Martin Vahl, norwegischer Botaniker und Schüler Linnés (* 1749)